# Elisabeth Becker (KZ-Aufseherin)

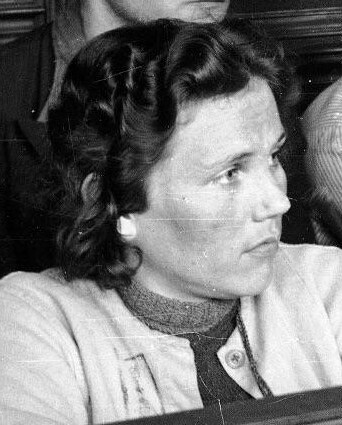
Becker während des 1. Stutthof-Prozesses in Danzig vom 25. April bis 31. Mai 1946

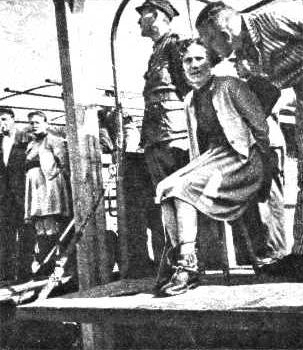
Becker, sitzend rechts, bei der Hinrichtung

Elisabeth Becker (* 20. Juli 1923; † 4. Juli 1946 in Danzig) war eine deutsche KZ-Aufseherin im KZ Stutthof.

## Leben
Nach dem Besuch der Volksschule war sie von 1938 bis 1940 Straßenbahnschaffnerin in Danzig. Anschließend war sie an ihrem Wohnort Neuteich (Nowy Staw) bei der Firma Dokendorf beschäftigt und ab 1941 bei der dortigen Gemeindeverwaltung als landwirtschaftliche Assistentin tätig. Becker war nicht verheiratet. Erst am 5. September 1944 begann sie ihren Dienst als SS-Aufseherin im KZ Stutthof (SK-III) und verblieb im Konzentrationslager bis zur Befreiung des Lagers durch die Rote Armee. Ihre Aufgabe bestand darin, Gefangene zur Gaskammer zu führen.
Elisabeth Becker kehrte nach Neuteich zurück. Nach einer Typhus-Erkrankung kam sie ins Krankenhaus nach Danzig, wo sie am 13. April 1945 verhaftet wurde. Im ersten Stutthof-Prozess wurde sie am 31. Mai 1946 zum Tode durch den Strang verurteilt. Trotz eines Gnadengesuchs beim polnischen Präsidenten Bolesław Bierut und eines positiven Gerichtsgutachtens wurde Elisabeth Becker gemeinsam mit zehn anderen öffentlich auf dem Biskupia Górka (Bischofshügel) gehängt. Zu den Hingerichteten zählten auch die KZ-Aufseherinnen Gerda Steinhoff, Wanda Klaff, Jenny Wanda Barkmann und Ewa Paradies. Als Henker fungierten ehemalige Häftlinge des KZ Stutthof.